# Ivan Kukuljević Sakcinski
Ivan Kukuljević Sakcinski (ur. 29 maja 1816 w Varaždinie, zm. 1 sierpnia 1889) – chorwacki historyk, pisarz i polityk, jeden z przywódców ruchu iliryjskiego.

## Działalność
Kukuljević-Sakcinski był aktywnym działaczem ruchu iliryjskiego. Zaangażował się szczególnie w przeniesienie go w początku lat 40. XIX w. na arenę polityczną Chorwacji, czego efektem było założenie w 1841 r. Iliryjskiej Partii Narodowej (od 1843 r. – Partii Narodowej). 2 maja 1843 r. jako pierwszy wystąpił w chorwackim saborze w języku chorwackim, co stanowiło wyraz sprzeciwu przeciwko próbom madziaryzacji (dotąd obrady saboru toczyły się po łacinie).
Podczas Wiosny Ludów, wobec braku wyraźnych koncesji rządowych na rzecz Chorwacji mimo znacznego zaangażowania tej ostatniej po stronie Wiednia, Kukuljević-Sakcinski przeszedł do opozycji wobec bana Josipa Jelačicia (wraz z innymi działaczami skupionymi wokół pisma Slavenski Jug).
W okresie po Wiośnie Ludów działalność polityczna została poddana rygorystycznej kontroli władz. Z tego powodu wielu byłych działaczy iliryjskich zaangażowało się w działalność kulturalną i naukową. Kukuljević-Sakcinski założył w 1850 r. towarzystwo historyczne (Društvo za povjestnicu jugoslavensku), wokół którego skupił wielu dawnych polityków iliryjskich.
Powrót do polityki możliwy był po upadku neoabsolutystycznych rządów Alexandra von Bacha. Kukuljević-Sakcinski był w tym okresie działaczem Niezależnej Partii Narodowej Ivana Mažuranicia, która w pierwszej połowie lat 60. XIX w. dominowała na scenie politycznej Chorwacji.
W latach 70. XIX w. skoncentrował się ponownie na działalności kulturalnej i naukowej. Został prezesem Maticy hrvatskiej, która pod jego rządami znacznie się rozwinęła

## Prace
- Glasoviti Hrvati prošlih vjekova
- Juran i Sofia ili Turci kod Siska: junačka igra u trih činih
- Andreas Medulić Schiavone
- Beatrica Frankopan i njezin rod
- Pjesnici hrvatski XVI vieka
- Jure Glović prozvan Julijo Klovio hrvatski sitnoslikar